# 白井信太郎
白井 信太郎（しらい しんたろう、1897年9月14日 - 1969年6月23日）は、演劇・映画の興行師。松竹重役。日本ドリーム観光会長。

## 来歴・人物
松竹を創始した白井松次郎・大谷竹次郎兄弟の末弟で、1914年に松次郎の養子となり継嗣となる。白井姓は兄弟の母方の姓。松竹合名会社に入り1919年、2代市川猿之助、松居松葉らのヨーロッパ行きの団長となり、映画事情を視察して帰国。信太郎の建言を聞き入れて兄たちは松竹キネマを立ち上げ、信太郎は初代蒲田撮影所長になった。1920年松竹キネマ合名会社社長。1921年松竹キネマ株式会社発足で社長を大谷に譲る。1926年には衣笠貞之助と提携して衣笠映画連盟を作り、松竹配給の時代劇映画を製作。1928年松竹興業株式会社取締役。1929年大阪の松竹土地建物興業株式会社専務取締役。松竹京都撮影所所長となり、溝口健二の1939年「残菊物語」、1941年「元禄忠臣蔵」では総監督を務める。このほか1931年新興キネマ株式会社を大谷竹次郎らと設立。松竹株式会社副社長となる。
戦後1946年千日土地建物（後の千土地興行、日本ドリーム観光）社長となり、大阪歌舞伎座に進駐軍向けの特殊慰安所（キャバレー）を設置し、特殊慰安所施設協会会長にも就任するが、1947年公職追放され辞職。追放解除を受け再び千土地興行社長に就任するも、経営不振の責任をとり1954年辞職。1952年関西歌舞伎俳優協会会長、1952年歌舞伎座取締役、1956年千土地興行会長、1960年歌舞伎座監査役、1961年松竹株式会社相談役、1962年松竹社長に大谷竹次郎、副社長に城戸四郎が就任すると、相談役を辞任、1968年勲二等瑞宝章受章。
息子に祥雄（1924年生）。娘に長女・孝子(1929年生)、三女・裕子(1933年生)。